# アリの巣

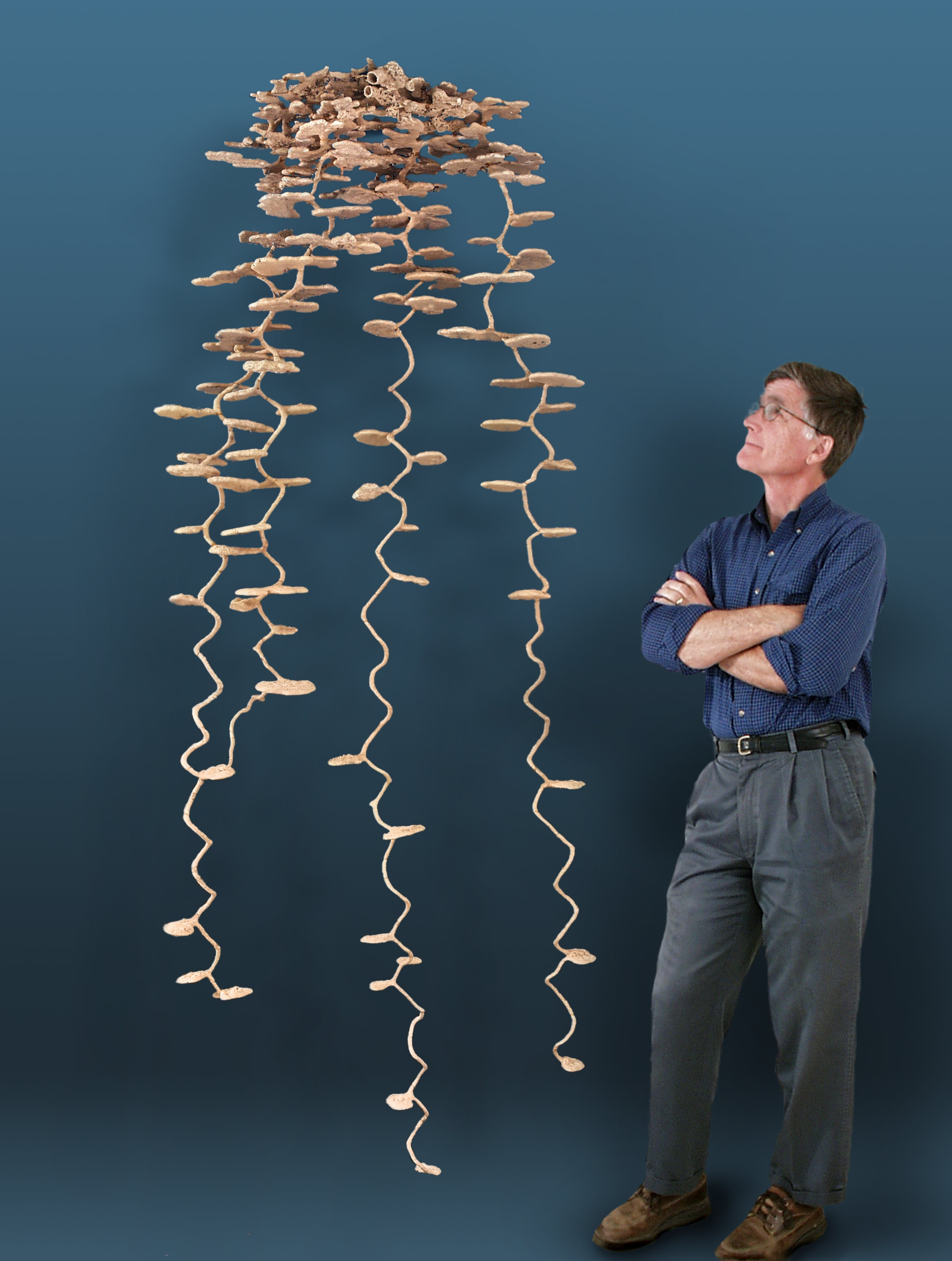
アリ学の学者Walter R. Tschinkelとフロリダ収穫アリの巣の石膏模型

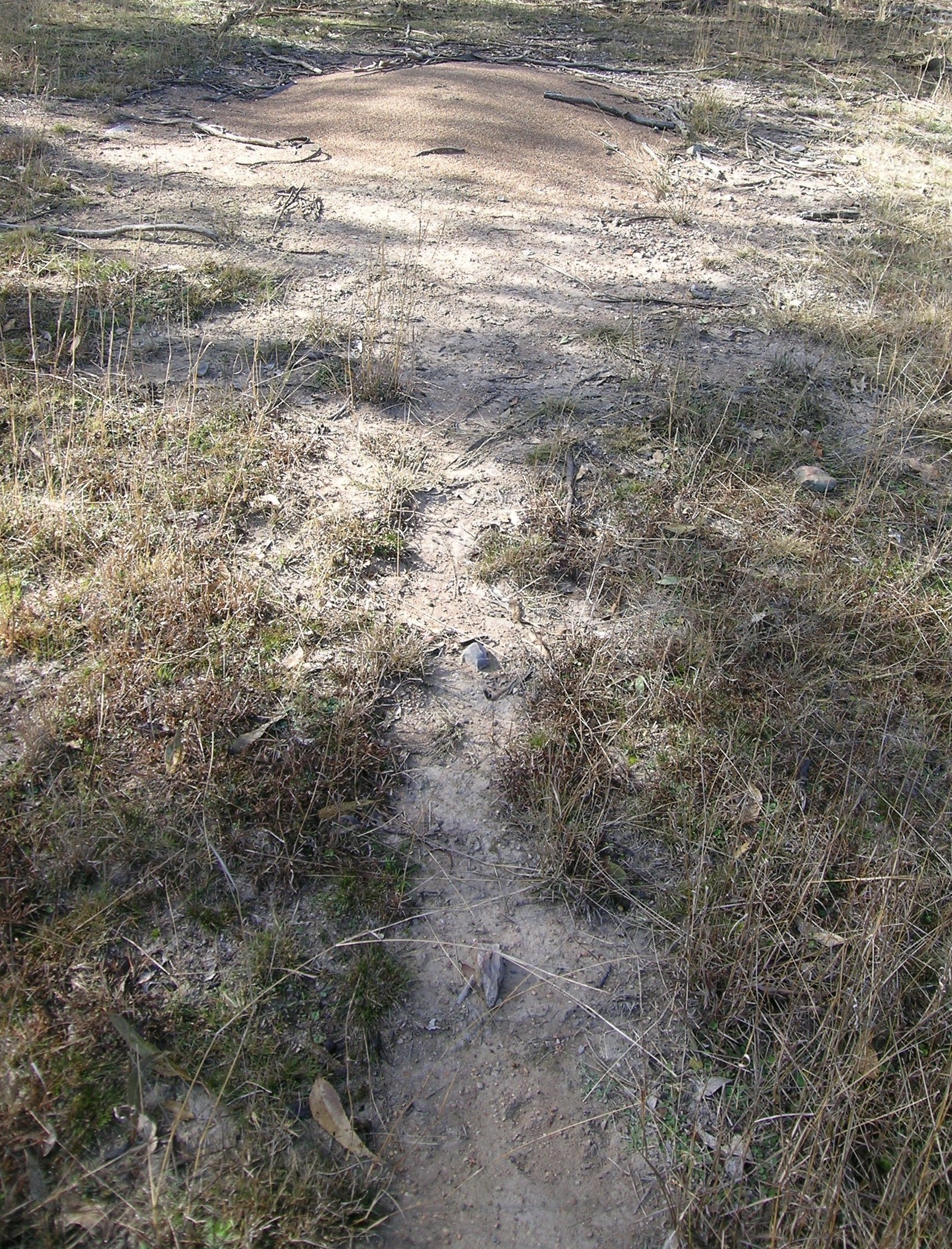
アリ塚とアリの通り道（オーストラリアのオックスリー・ワイルド・リバーズ国立公園）

アリの巣（アリのす、英: ant colony）は、アリが作り住む巣である。

## 概要
アリは地下に穴を掘って部屋を作り、それを巣とするものが多い。ただし、植物の中の空洞部やちょっとした物陰を巣とするもの、あるいは巣を作らないものもあり、すべてのアリがこのような巣を作るものではない。ここでは地下に巣を作るものについて述べる。
アリの巣は地中にいくつもの部屋があり、それらが互いにトンネルで繋がっていて、地表には小さな出入り口がある。部屋には育児室、食料貯蔵室、繁殖室などがある。巣の建設は働きアリの一群が土の粒を口で少しずつ運ぶことでなされ、出口付近にその土が堆積することで盛り上がったアリ塚 (ant-hill) を形成することもある。働きアリは巣の周辺で食料を探し、巣に運び込む。また、同位体を使った研究で巣から巣へ食料を運んでいることも判明している。
他のハチ目の昆虫が社会性を示すようにアリも真社会性だが、これらの種は独自に社会性を身につけたと考えられており、平行進化の例とされている。卵は1匹の女王アリが産む（女王アリは複数いることもある）。女王アリは体が他のアリに比べて大きく、特に腹部と胸部が大きい。女王アリは卵を産んで子孫を増やすのが役割である。女王アリが産んだ卵の多くは、翅のない不妊の雌アリである「働きアリ」に成長する。多くの種で周期的に新たな女王アリと雄アリ（翅がある）が生まれ、繁殖を行う。雄アリは短命だが、生き延びた女王アリは新たな巣を作るか、時には古い巣を再利用する。女王アリの寿命は長いもので約21年と言われている。
人間は研究目的や趣味としてアリを捕らえ、アリの巣を作らせて観察する。このためのアリの飼育器を英語ではフォーミカリアムあるいはアントファーム（ant farm、アリ農場）と呼ぶ。通常、アリの巣の形状が見やすくなるよう薄い形状になっている。

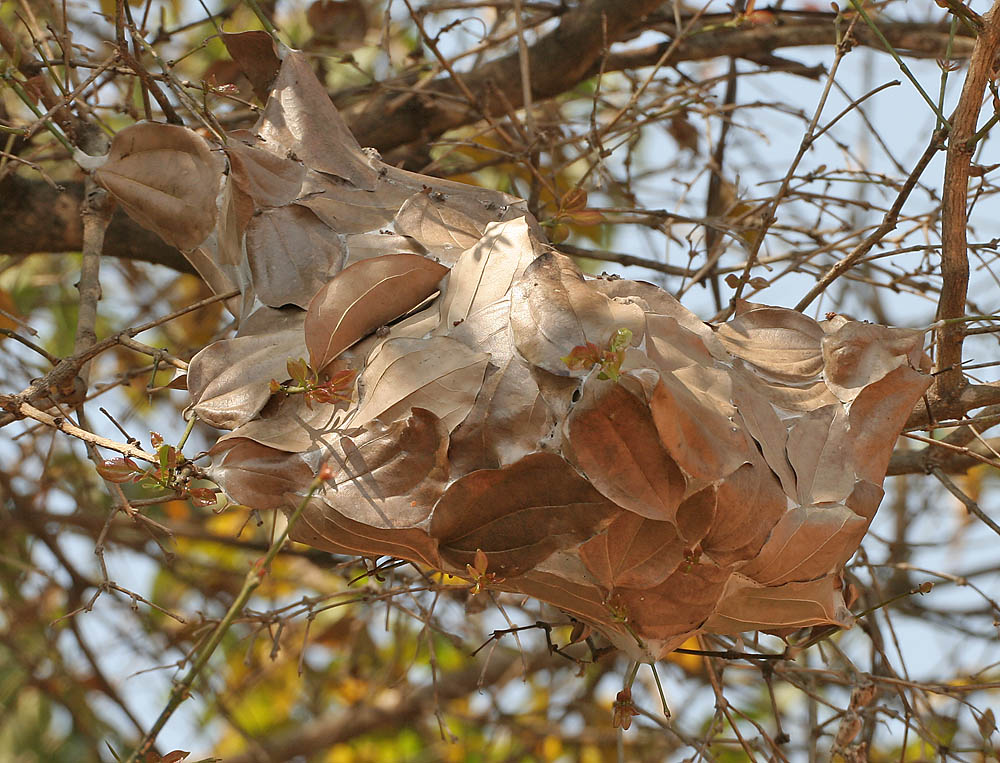
幼虫が出す糸で葉をつなぎ留めて巣を作るツムギアリの巣
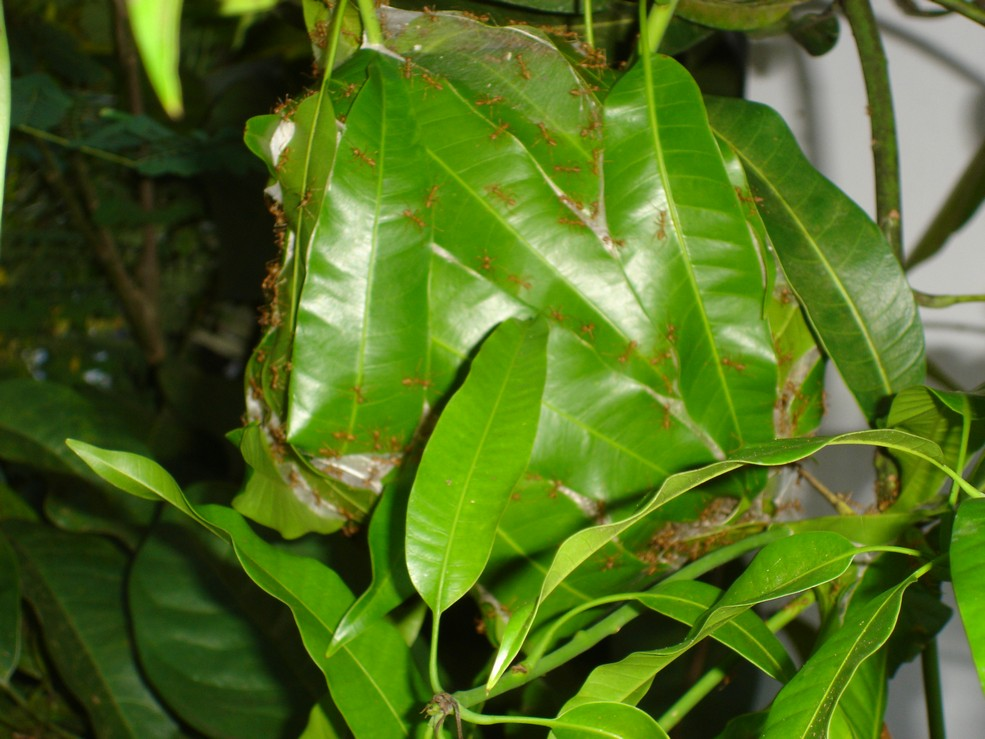
マンゴーの葉を使ったツムギアリの巣
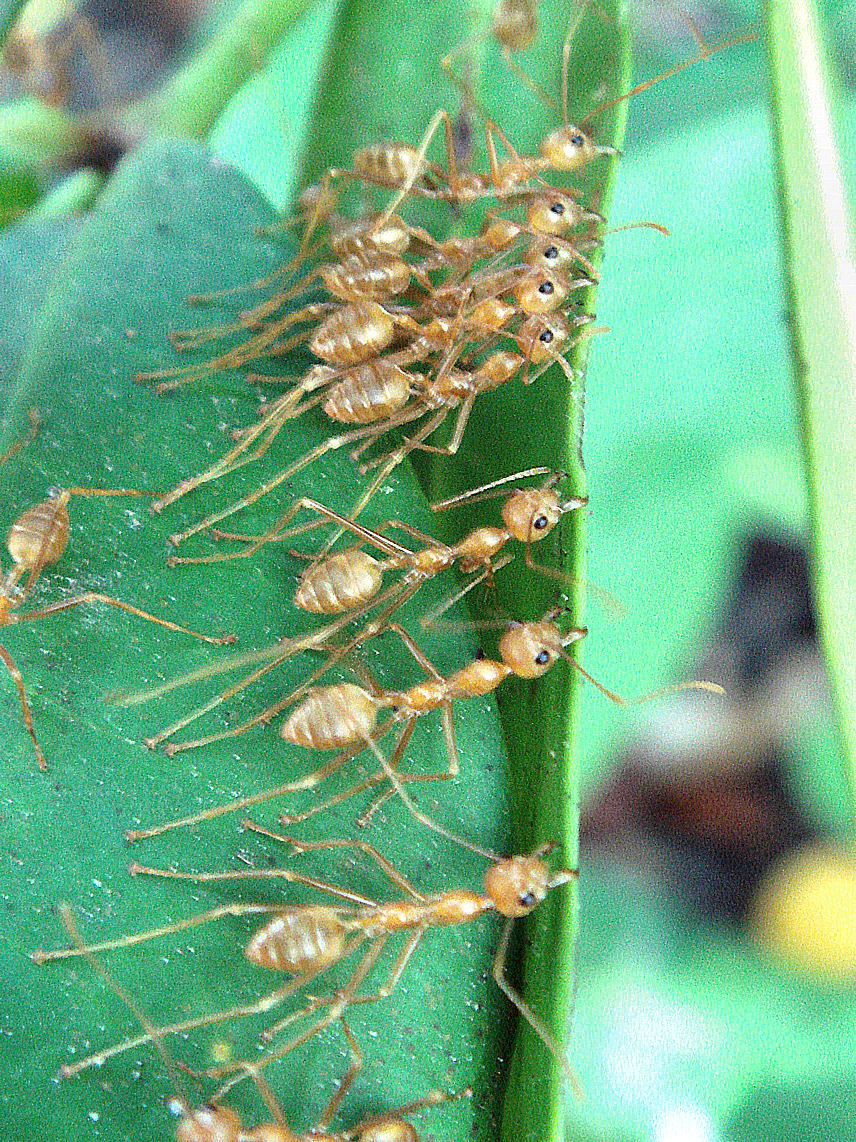
巣作り中のツムギアリ。
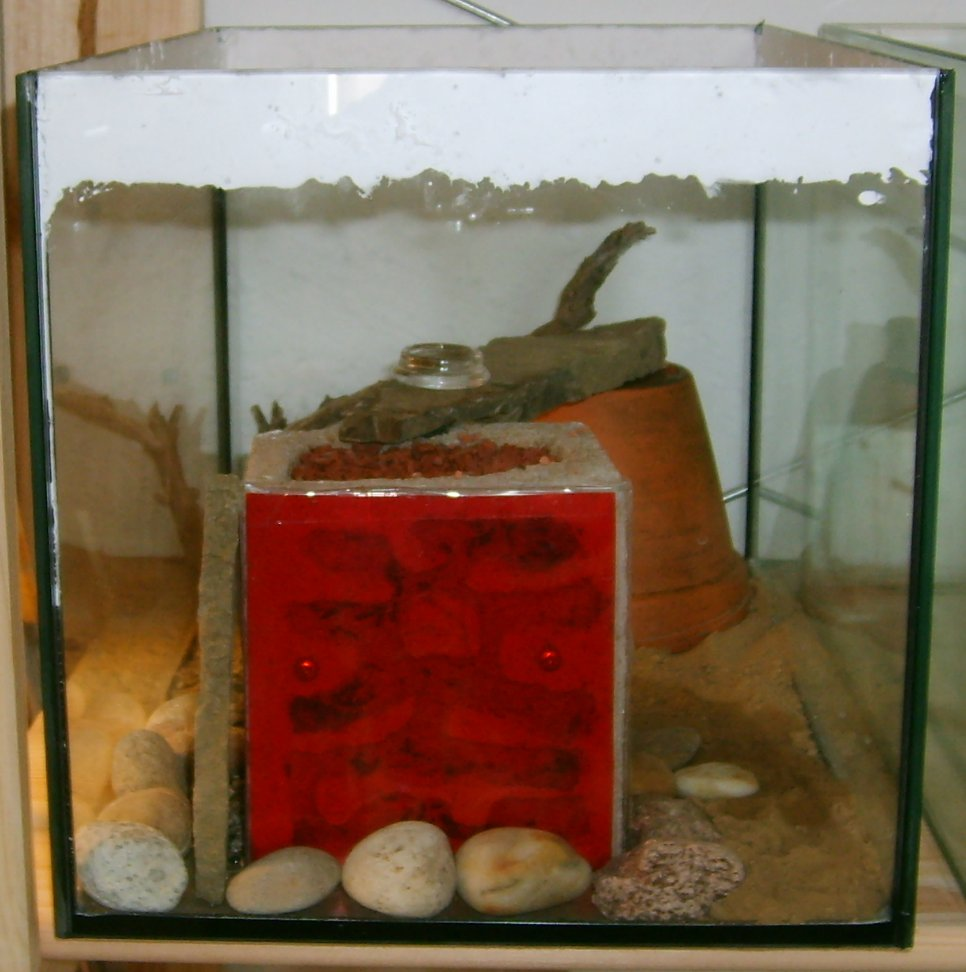
フォーミカリアム（英語版）の例。

## 融合コロニー性とスーパーコロニー
多くの場合、別々の巣から来たアリ同士は敵対的である。しかしアリによっては融合コロニー性 (unicoloniality) と呼ばれる性質があり、別の巣の働きアリ同士が相互に行き来する。敵対しない複数の巣の集まりをスーパーコロニー (supercolony) と呼び、同じ種のアリであっても別々のスーパーコロニーの個体同士は敵対的な行動を示す。1つのスーパーコロニーの縄張りは必ずしも連続した領域とは限らない。
2000年まで、日本の北海道石狩市の石狩浜にあるスーパーコロニーが世界最大とされていた。そのスーパーコロニーは、約2.7km2の領域に地下通路で相互に連結された45,000の巣があり、3億600万の働きアリと100万の女王アリが生息していると見積もられていた。2000年、南ヨーロッパでアルゼンチンアリのスーパーコロニーが多数発見された（研究が公表されたのは2002年）。地中海から大西洋にかけての6,004kmの海岸線の33カ所のアリの集団を調査したところ、30カ所は数百万の巣と数十億の働きアリで1つのスーパーコロニーを形成しており、残る3カ所は別のスーパーコロニーを形成して点在していた。この研究者らは、外来のアリであったためにボトルネック効果で遺伝的多様性が失われたためというだけでは、この規模の融合コロニー性を説明できないと主張している。2009年、日本、中国、カリフォルニア、ヨーロッパのアルゼンチンアリのスーパーコロニーが、実際には1つの「メガコロニー (megacolony)」に属している証拠が示された。
2004年には、オーストラリアのメルボルン近郊で約100kmに渡るスーパーコロニーが発見されている。

## アリ塚

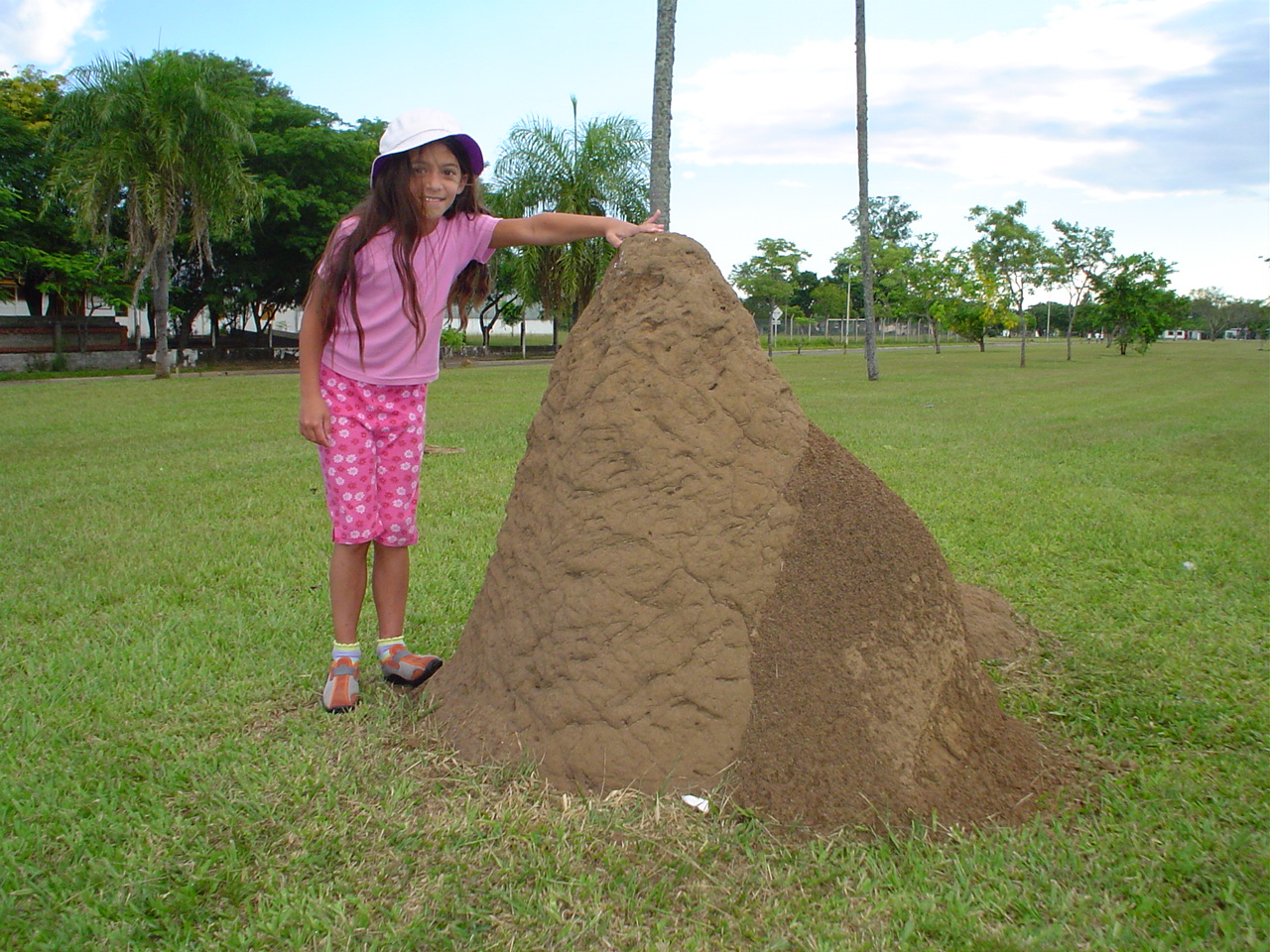
粘土製のアリ塚

アリの作るアリ塚(ant-hill) は、単純なもので、土や砂や松葉や粘土など（あるいはそれらの混合物）の堆積でできた山であり、アリが巣を地中に作る過程で入り口付近に捨てたものである。働きアリの群れはアリの巣を作るとき、植物や土を細かく砕いてアゴで運び、巣の出口付近に捨てる。一般にこのとき働きアリは、土や植物が巣に転がり戻ることがないよう、堆積の頂上まで登ってから捨てる。しかし、一部の種はそれらのゴミを材料として塚 (mound) を形成し、その中にも部屋を作る。日本語ではこれを蟻垤（ぎてつ）あるいは蟻封（ぎほう）などとも呼ぶ。
なお、熱帯域ではアリ塚ant-hill と言った場合にシロアリ (termite) の塚を意味する。シロアリの作るアリ塚は、遙かに複雑で恒久的な構造である。

## 共生
アリと共生する昆虫や動物は、好蟻性動物（好蟻性昆虫、好蟻性生物）と呼ばれ、多数の住み込み共生生物（巣内共生者）が確認されている。
巣内共生者アリヅカコオロギ属の昆虫は、化学擬態によってアリの仲間と誤認させるだけでなく、ディスタンシングと呼ばれる高速直進行動やドッジングと呼ばれる背後に回り込む行動によってもアリから逃げ回る生態が確認されている。
アマゾンに棲息するアロメルス・デケマルティクラトゥスは、共生する植物Hirtella physophoraの穴だらけの枝を巣として潜み獲物の昆虫を待ち伏せして捕食する。Hirtella physophoraは、アリの排泄物や死骸などを植物の栄養とする（アリ媒介栄養素獲得、ミルメコトロフィ）。Hirtella physophora には必ずアリが生息する。
ボルネオ島に生息するCamponotus schmitziは、食虫植物のネペンテス・ビカルカラタと相利共生関係にあり、ネペンテス・ビカルカラタの茎の内部に巣を作る。アリは捕虫器内に棲息して本来なら逃げ出してしまうハエやカの幼虫も栄養とし、ネペンテス・ビカルカラタは巣や捕虫器を提供する代わりにアリの排泄物や死骸などを窒素元として他のウツボカズラより成長を早めることに成功している。

## 浸水
中国や日本でアリが雨を予測して巣穴をふさぐという話があるが、そのような能力はない。水が浸入すると、アリの多数の種で入り口を兵隊蟻の頭や小石や枝で塞ぎ、雨の流入を防ぐ行動が見られる。アリ学の学者である村上貴弘は、水が浸入した後には巣穴の土を盛んに巣の周辺に盛る行動がみられ、その行動を見た後に再び雨が降ったのを見たことで勘違いしたのではと、述べている。
マングローブ林に生息するウミトゲアリは、満潮で冠水しても巣の部屋には空気が残るようにしている。また、ヒアリは巣を捨てて、互いの体を寄せ合って水に浮かぶ。また、マレー半島に生息する竹の中に住む竹蟻（学名:Cataulacus muticus）に見られる行動として、働きアリが頭で巣の入り口を塞ぎ、水の流入を減らし、それでも水が竹の中に入ってくると、集団で水を飲んで外で排尿する行動を起こす。